# (96184) 1990 QH3
(96184) 1990 QH3 là một tiểu hành tinh vành đai chính. Nó được phát hiện bởi Henry E. Holt ở Đài thiên văn Palomar ở Quận San Diego, California, ngày 28 tháng 8 năm 1990.